# Фаустин, Джина
Джина Фаустин (англ. Gina Faustin; род. 24 января 1960) — гаитянская фехтовальщица-рапиристка. Участница летних Олимпийских игр 1984 года.

## Биография
Джина Фаустин родилась 24 января 1960 года.
В 1984 году вошла в состав сборной Гаити на летних Олимпийских играх в Лос-Анджелесе. В личном турнире рапиристок заняла 7-е место на первом групповом этапе, победив Марчелу Жак из Румынии — 5:4 и Чхой Пок Ран из Южной Кореи — 5:3, проиграв Корнелии Ханиш из ФРГ — 2:5, Жасинт Порье из Канады — 0:5, Чжу Цинъюань из Китая — 0:5 и Хелен Смит из Австралии — 0:5.
Также занималась плаванием.
Окончила Нью-Йоркский городской колледж по специальности «архитектура», имеет образование в области рекламы.
Работает исполнительным продюсером туристическо-развлекательной компании Kompa Guide, которая продвигает ежегодные карибские фестивали и специализируется на международных групповых турах. Также работала телеведущей и продюсером еженедельных телешоу «Выходные Джины», «Уличные игры», «Креольская музыка», «Телемузыка», «Телеобразование», «PR Times», взяла интервью у многих известных персон.